# Регімантас Адомайтіс
Регімантас Вайткусович Адомайтіс (лит. Regimantas Adomaitis; 31 січня 1937, Шяуляй, Литва — 20 червня 2022, Вільнюс) — радянський і литовський актор театру і кіно. Народний артист СРСР (1985).

## Життєпис
В 1954 вступив на фізико-математичний факультет Вільнюського університету і в 1959 закінчив навчання.
З 1958 почав вчитися на акторському факультеті Вільнюської консерваторії (нині Литовська академія музики і театру). В 1962 отримав диплом актора.
В 1962—1963 роках — актор Драматичного театру Капсукаса (нині Маріямполе). У 1963—1967 роках — в трупі Каунаського національного драматичного театру.
З 1967 — актор Литовского державного академічного театру драми (Вільнюс). Грав в інших театрах, зокрема у Вільнюському малому театрі, Російському драматичному театрі Литви (Вільнюс), Балтійському домі (Санкт-Петербург), Творчому об'єднанні «ДУЕТ» (Москва).
В 1988 році входив до Ініціативної групи Литовського руху за перебудову (Саюдіс).

## Фільмографія
1. 1963 — Хроніка одного дня — пілот
2. 1965 — Ніхто не хотів умирати — Донатас Локіс
3. 1966 — Східний коридор — Іван Лобач
4. 1967 — Ігри дорослих людей (кіноальманах) — Бронюс
5. 1967 — Сергій Лазо — Сергій Лазо
6. 1968 — Почуття — Каспарас
7. 1970 — Король Лір — Едмонд
8. 1970 — Чоловіче літо — Аугустінас
9. 1970 — Вся правда про Колумба — тюремний лікар
10. 1971 — Камінь на камінь — граф
11. 1972 — Це солодке слово — свобода! — Франсіско «Панчо» Вардес
12. 1973 — Вольц — життя і перетворення одного німецького анархіста — Ігнац Вольц
13. 1974 — Чортова наречена — Гірдвайніс
14. 1974 — Аварія — Альфредо Трапс
15. 1974 — Садуто туто — Повилас, художник
16. 1975 — Один на один — Роберт Німан
17. 1976 — Втрачений дах — Адомас Вайнорас
18. 1977 — Юлія Вревська — Василь Верещагін
19. 1977 — Вороги — Яків Бардін
20. 1978 — Кентаври — Орландо
21. 1979 — Особа на мішені — Фішер
22. 1979 — Смужка нескошених диких квітів — директор спецшколи / дядя Ваня
23. 1979 — Життя прекрасне — слідчий
24. 1980 — Факт — Буцкус
25. 1980 — З життя відпочиваючих — Павлищев
26. 1980 — Наречена — Герман Раймерс
27. 1981 — Американська трагедія — Орвіл Мейсон
28. 1981 — Медовий місяць в Америці — Дейвид
29. 1982 — Вибачте, будь ласка — ачас
30. 1982 — Багач, бідняк… — Теодор Бойлан
31. 1982 — Трест, який луснув — Енді Таккер
32. 1983 — Зелений фургон — адвокат (Червень)
33. 1983 — Міраж — Френк Морган
34. 1983 — Політ через Атлантичний океан — Дьєдоне
35. 1984 — …І чудова мить перемоги — тренер
36. 1984 — Хто йде слідом
37. 1984 — Весілля у лісі — Феліксас
38. 1985 — Матвійова радість — майстер Тектон
39. 1986 — Досьє людини в «Мерседесі» — Інгмар Росс
40. 1986 — Карусель на базарній площі — Олексій Пряхін
41. 1986 — Гра хамелеона — Жорж
42. 1986 — Сліди перевертня — Едуардо
43. 1989 — Важко бути богом — Олександр Васильович
44. 1990 — Айтвараса (короткометражний)
45. 1992 — Градус чорного Місяця — головна роль
46. 1993 — Спосіб убивства — Піт Баренс
47. 1993 — Ангели смерті — Йохан фон Шредер, німецький снайпер
48. 1993 — Ти є... — Вершинін
49. 1993 — Розкол — Плеханов
50. 1993 — Спосіб убивства (короткометражний) — лейтенант Піт Бірнс
51. 1993 — Старі боги
52. 1995 — Будемо жити! — черговий у потойбічному світі
53. 1995 — Вовча кров — полковник
54. 1995 — Пейзаж з трьома купальницями — головна роль
55. 1996 — Анна — головна роль
56. 1996 — Чоловік для молодої жінки — Олег
57. 1997 — Маскарад (фільм-спектакль) — Казарін
58. 1998 — 2000 — Поросль — Людас Баронас
59. 1999 — Чоловіки (короткометражний)
60. 2001 — 2010 — Ул. Гедімінаса 11 — Аурімас Аутарна''
61. 2002 — На порозі (короткометражний) — головна роль
62. 2003 — Неділя як вона є (короткометражний)
63. 2004 — Московська сага — Рестон, журналіст
64. 2004 — Ключі від безодні — Мартінсон
65. 2004 — Свої і чужі
66. 2004 — Людина-амфібія — Сальватор
67. 2005 — Персона нон грата — Професор
68. 2007 — Третє небо — Господар
69. 2008 — Жінки брешуть краще — Річардас
70. 2008 — Крижаний поцілунок — Валерій Касола
71. 2010 — Кола на воді — Грімальді
72. 2011 — Смак граната (телесеріал) — Анвар
73. 2012 — Єдиний мій гріх (телесеріал) — господар галереї
74. 2013 — Берега моєї мрії — Джон Маклоу
75. 2014 — П'ята стража (телесеріал) — граф Дракула
76. 2014 — Сад Едему